# 保美貝塚

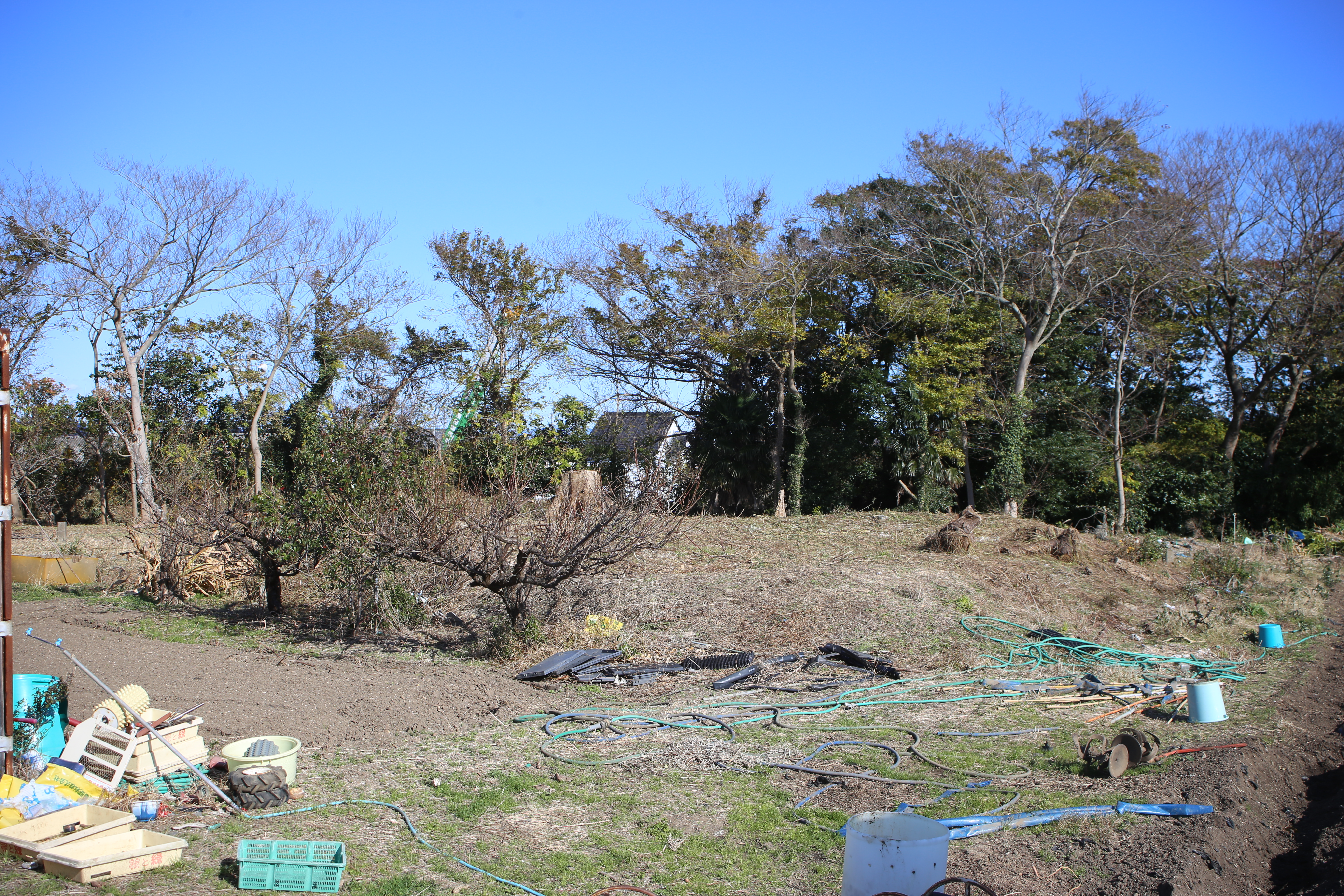
保美貝塚B区（2017年12月）

保美貝塚（ほびかいづか）は、愛知県田原市保美町字平城に所在する貝塚。

## 概要
貝塚は大きく三ヶ所に区分でき、山喜製糸の工場建設に伴って滅失したA区、残存部分のうち、東側をB区、西側をC区としている。山喜製糸は1909年（明治42年）6月に器械生糸製造工場として操業を開始しており、1917年（大正6年）、1927年（昭和2年）の2度に渡ってその規模を拡大し、1942年（昭和17年）2月15日にその役目を終えている。調査は、1905年（大野延太郎）、1909年（清野謙次）、1922年（小金井良精・柴田常恵・大山柏）、1950年（中山英司）、1963年および1965年（久永春男）、1965年（小林知生）、1976年および翌年（小野田勝一）の7度に渡って行われている。遺物として縄文晩期から弥生時代の土器が出土しており、また、人骨や貝類、哺乳類なども見つかっている。

## 地理的条件と環境
渥美半島は東西に長く、三河湾と太平洋に囲まれた地域である。地質的に渥美半島は西南日本を二分する中央構造線の外帯に位置し、弓張山地の延長線上にある。
渥美半島の地形は、標高328メートルの大山を最高峰とし低い山地、洪積台地、沖積地による地形である。
保美貝塚は三河湾の奥に位置する福江湾内部の沖積平野に面した、洪積台地上にある。当時、貝塚地帯の眼前は海岸線であったと考えられるが、現在では免々田川が保美台地の東下を流れて、福江湾に注ぎ込む。

## 主な発掘調査

### 初期の調査
大正11年（1922年）小金井良精・大山柏・柴田常恵
八幡の森北側250m2を調査。埋葬人骨、土器棺などを出土。
調査位置、調査平面、土層断図を示し遺跡を空間的に捉えようとした。
牙製耳飾、石冠、土偶など特徴的なものを出土。

### 昭和16年（1941年）史前研究所、東京大学人類学教室などの調査
八幡の森C貝塚を調査。耳輪を付けた子どもとの合葬の伸展葬などを出土。

### 昭和39年（1964年）渥美町教育委員会の調査
土地の開発が進み保美貝塚受難の時代。
工場用地拡大（A貝塚）、豊川用水工事（B,C貝塚）のための調査。

### 昭和40年（1965年）
愛知県教育委員会から委託された南山大の小林知生らが調査。
八幡の森の南側と現在福祉施設の駐車場となっているC貝塚北東を調査。
他の地点の貝塚に比べ、晩期前葉の土器が多い。

### 近年の調査
平成21年（2009年）民間開発に伴う調査
縄文時代晩期後半の埋葬人骨や埋葬犬が発見。
初めて貝層の詳細な調査が行われた。
平成22年（2010年）民間開発に伴う調査
北陸地方に多い環状木柱列が東海地方初発見された。

## 出土品
本遺跡の出土品は土器が最も多く、特記すべき点は縄文時代後期後葉から晩期の異系統土器が出土していることである。土器以外の主な出土品は土偶、石器、骨角器、貝製品である。

## 交通アクセス
- 豊鉄バス伊良湖本線「保美」バス停より徒歩5分
- 国道259号線　保美交差点北進約500メートル